# Makoto Kakuda
Makoto Kakuda (jap. 角田 誠 Kakuda Makoto; ur. 10 lipca 1983) – japoński piłkarz. Obecnie występuje w Shimizu S-Pulse.

## Kariera klubowa
Od 2001 roku występował w klubach Kyoto Sanga F.C., Nagoya Grampus Eight, Vegalta Sendai, Kawasaki Frontale i Shimizu S-Pulse.

## Kariera reprezentacyjna
W 2003 roku Makoto Kakuda zagrał na Mistrzostwach Świata U-20.